# Раму (река)

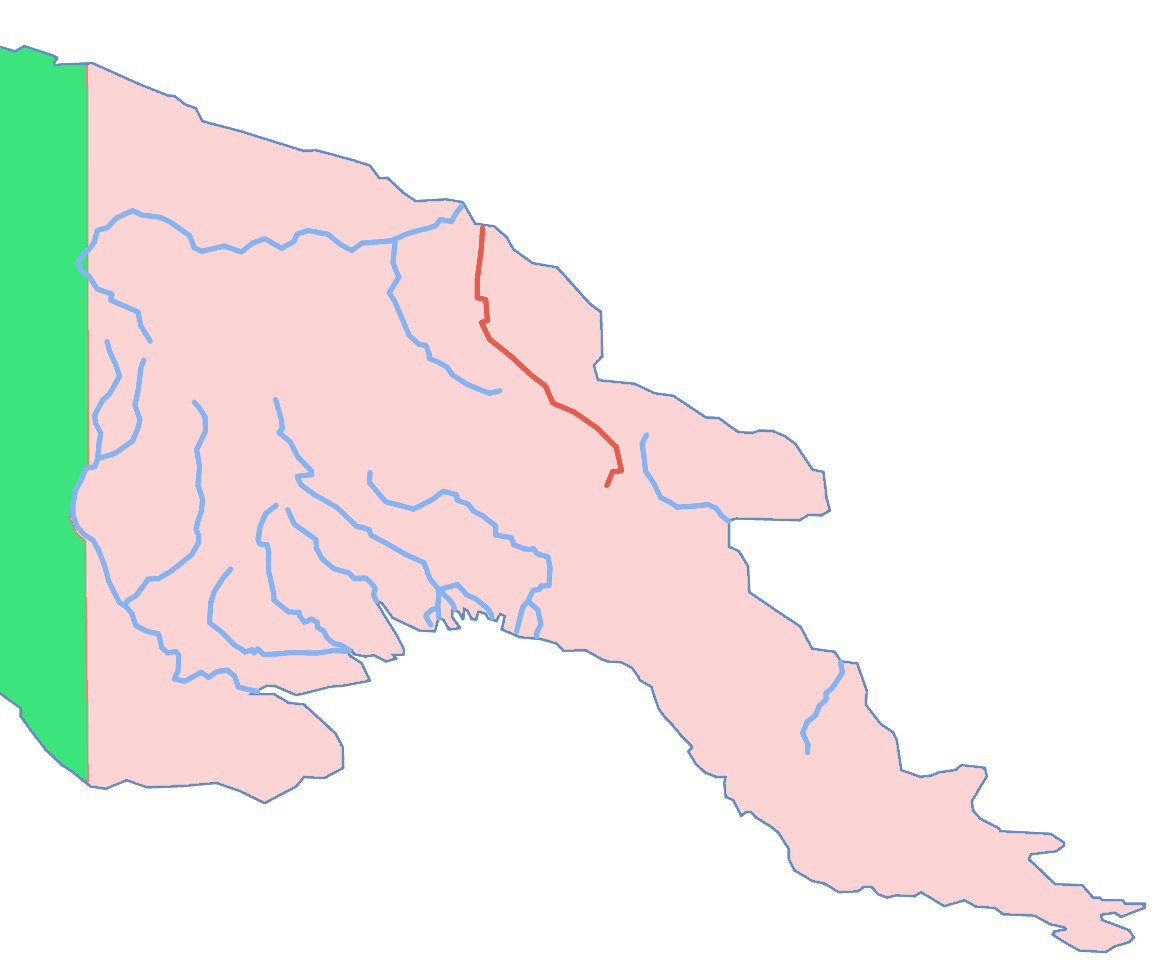

Раму (англ. Ramu River) — река на острове Новая Гвинея. Протекает по территории провинции Маданг государства Папуа — Новая Гвинея. Исток реки находится в горах Кратке. Впадает в море Бисмарка, в северо-восточной части острова, в 32 км к юго-востоку от устья реки Сепик. Общая длина Раму составляет около 640 км. Последние 100 км река течет почти прямо на север.
У реки имеется большое количество притоков, берущих начало в горах Бисмарка, Финистерре и Адельберта. В сезон дождей реки Раму и Сепик сливаются, образуя общую пойменную равнину.

## История
Территория, по которой протекает река Раму, была частью Земли Кайзера Вильгельма, когда в 1884 году Германия основала Германскую Новую Гвинею. Германские колонисты быстро исследовали новую территорию, и в 1886 году вице-адмиралом Фрайхерром фон Шлайнцом, когда тот возвращался в город Финшхафен из экспедиции к реке Сепик, было открыто устье реки Раму. Вице-адмирал назвал реку «Оттилиен» (нем. Ottilien), в честь своего судна.
Тем не менее русло реки было впервые открыто только десять лет спустя, в 1896 году, ботаником Карлом Лаутербахом, который возглавлял экспедицию, организованную Германской Новогвинейской компанией, по поискам истока реки Маркем. Пройдя через горы Ортцен, расположенные у залива Астролябия к югу от города Маданг, группа Лаутербаха вместо того, чтобы найти исток Маркема, обнаружила неизвестную реку, которая текла в северо-западном направлении. Члены экспедиции проплыли на каноэ небольшое расстояние по реке, пока их запасы продовольствия не стали иссякать и пока они не решили вернуться на побережье.
Другой германский путешественник, Эрнст Таппенбек, ранее сопровождавший Лаутербаха, возглавил в 1898 году новую экспедицию, основной целью которой было восхождение по реке Раму. Кроме того, он должен был выяснить, была ли река Оттилиен, открытая в 1886 году, той же самой рекой, что открыл Лаутербах. В этом путешествии Таппенбека сопровождал бывший прусский офицер, представитель Новогвинейской компании и одновременно австралийский золотоискатель Роберт Филлип.
После пяти дней плавания вверх по реке Раму, когда уровень воды в ней начал падать, Таппенбек покинул своих товарищей и остался в одном из обустроенных лагерей. Он вновь вернулся спустя четыре с половиной месяца уже на другом пароходе, поднявшись на нём вверх по течению на 310 км и продолжив затем плавание на каноэ. К концу 1898 года экспедиция основала на реке небольшое поселение, составила карту Раму и её притоков, а также собрала ценную коллекцию местной флоры.
В последующие годы реку не раз исследовали другие германские путешественники, занимавшиеся поисками золота и новых ботанических экземпляров. В 1902 году Ханс Клинк и Й. Шленциг основали новую стоянку на реке Раму, которая впоследствии была соединена с противоположным берегом канатным мостом. В 1902 году Шлектер провёл другую экспедицию в поисках каучукового дерева. В 1907 году австрийский путешественник Вильгельм Даммкёлер организовал ещё одну экспедицию к долине реки Маркем, впервые придя к заключению о том, что обе реки берут начало в одной и той же местности.
После Первой мировой войны Германская Новая Гвинея перешла под контроль Австралии под названием Территория Новая Гвинея. Именно в эти года река Раму изменила своё название на местный вариант.
В 1936 году британец Лорд Мойн поднялся по реке во время экспедиции в Индонезию и вглубь острова Новая Гвинея. Мойн тогда открыл племя пигмеев, которое населяло центральную часть района Раму, примерно в 270 км от устья реки.
В 1942 году Территория Новая Гвинея была оккупирована японцами. Однако в ходе тяжёлых боев Второй мировой войны японские армейские подразделения были в конце концов вытеснены австралийцами и американцами, а сама территория вновь стала австралийской.